# Raul Cançado
Raul Cançado (* 29. Oktober 1981) ist ein brasilianischer Straßenradrennfahrer.
Raul Cançado wurde 2008 bei der Volta Ciclistica Internacional do Paraná einmal Etappendritter. Im nächsten Jahr gewann er dort die vierte Etappe und schaffte es bei den restlichen vier Etappen immer unter die besten fünf. So konnte er auch die Gesamtwertung der Rundfahrt für sich entscheiden. Außerdem belegte Cançado 2009 bei dem Eintagesrennen Prova Ciclistica 1° de Maio-Grande Prémio Ayrton Senna den vierten Platz.

## Erfolge
2009
- Gesamtwertung und eine Etappe Volta Ciclistica Internacional do Paraná